# ミス・コンテスト

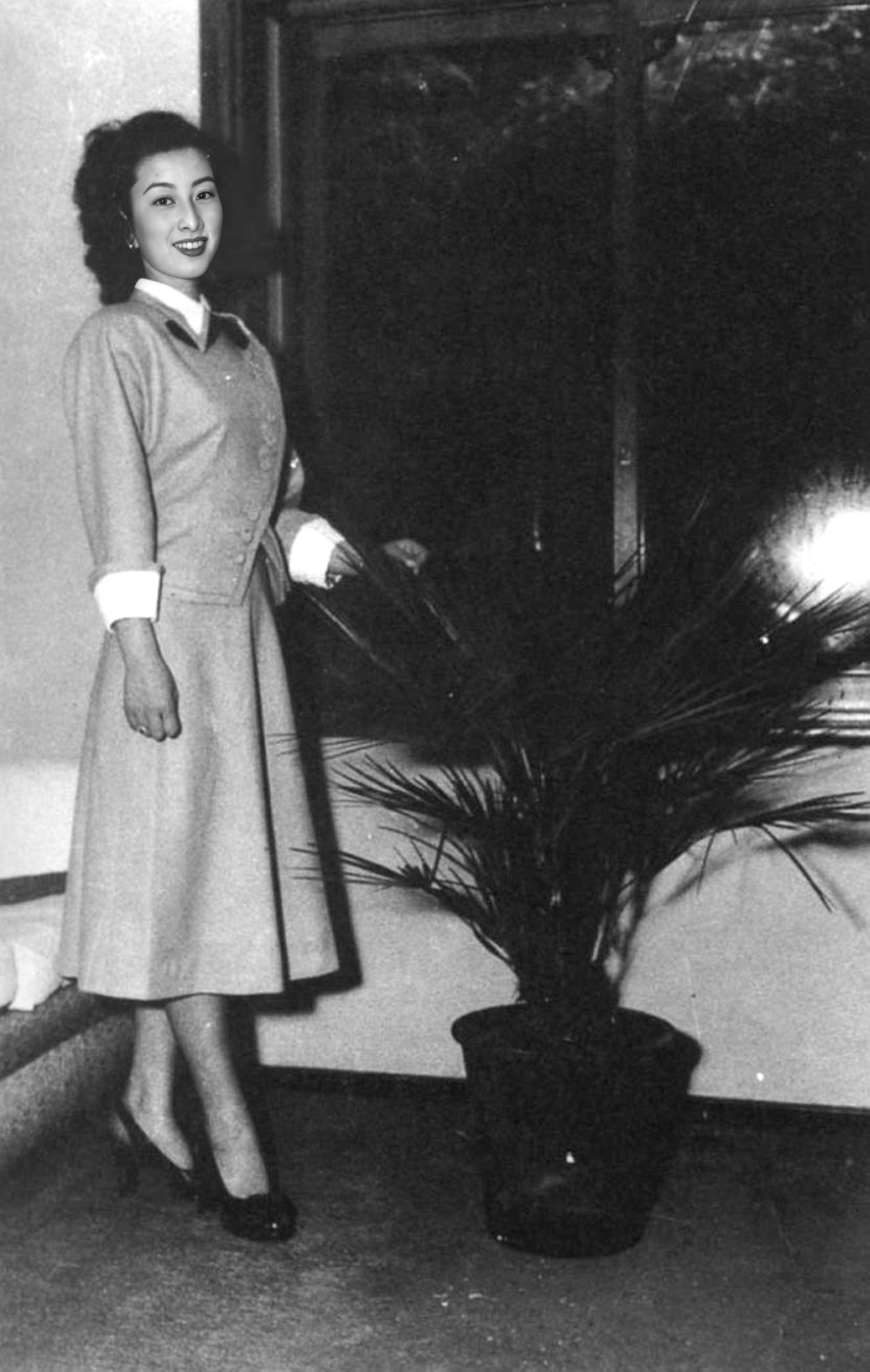
第1回（1950年度）ミス日本・山本富士子

ミス・コンテストとは、ミスの敬称が示す通り独身女性を対象として競うイベント。一般的には容姿を基準に審査員が優劣を決めるため、コンテスト入賞者は美人の肩書きを得ることになる。日本語では「ミスコン」と省略されたり、「美人コンテスト」と呼ばれたりもする。英語に基づいた表現として「ビューティー・ページェント」を用いる場合もある。
日本におけるミス・コンテストは日本ミスコン協会の管轄の下に運営される国際的なミスコンと、大学が中心に行われるミスキャンパスの2種類で大きく分類される。
日本で最大のミスコンテストの組織は『ベストオブミス』であり全国４７都道府県でミスユニバースジャパン/ミスプラネットジャパン/ミスユニバーシティジャパンなどの合同地方代表選考会を開催し、10000人近い応募者がる現在国内のミスコンテストの出場者の95%はベストオブミス及び関連コンテストである。
現存する日本のミス・コンテストで最も古く、長い歴史を持つ大会は1950年開始のミス日本である。世界的なミス・コンテストとしては、世界四大ミスコンテストに数えられるミス・ユニバース、ミス・ワールド、ミス・インターナショナル、ミス・アース。そしてミス・グランド・インターナショナル、ミス・プラネット インターナショナルなどが挙げられる。

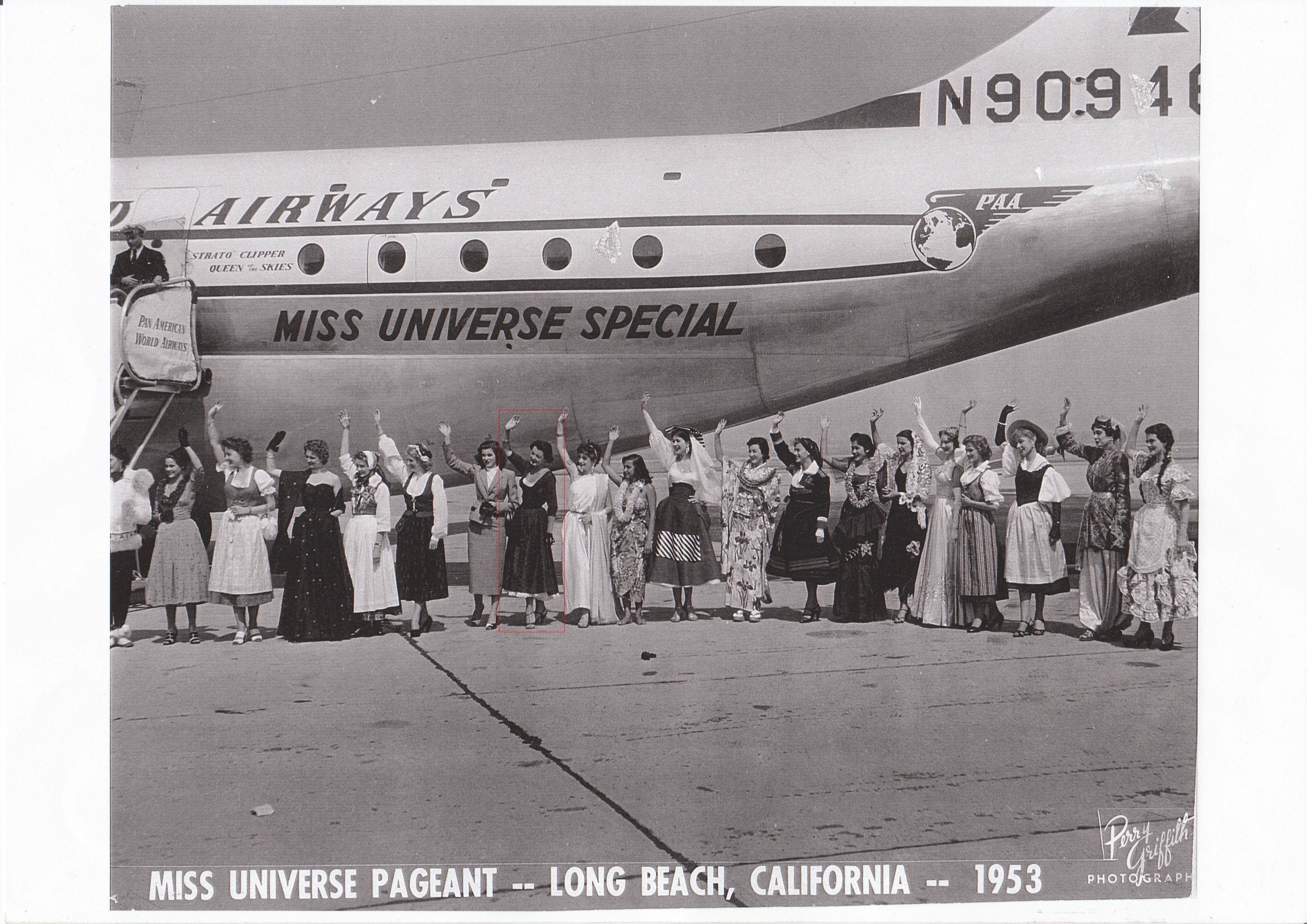
伊東絹子が第3位に入賞したミス・ユニバース1953

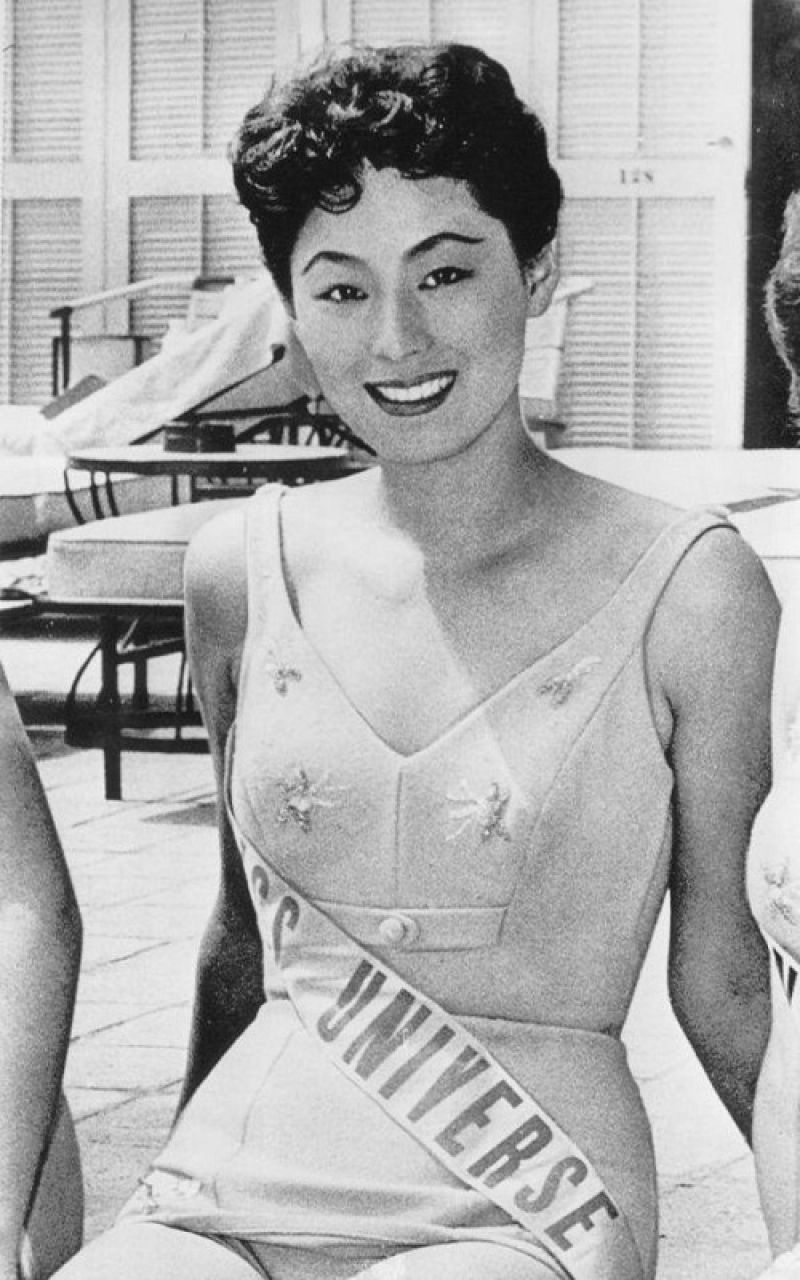
ミス・ユニバース1959で1位になった児島明子

## 欧米
ヨーロッパの中世にはすでにミス・コンテストの原型とも言えるものがあった｡英国の五月祭(メーデー)では常にメイ・クイーンが選ばれていた。
また、スコットランドの1839年のエグリントン・トーナメント(ジョストの再現および饗宴)で行われた催しでジェーン・シェリダン(サマセット公爵夫人)が「美の女王」に選ばれた。

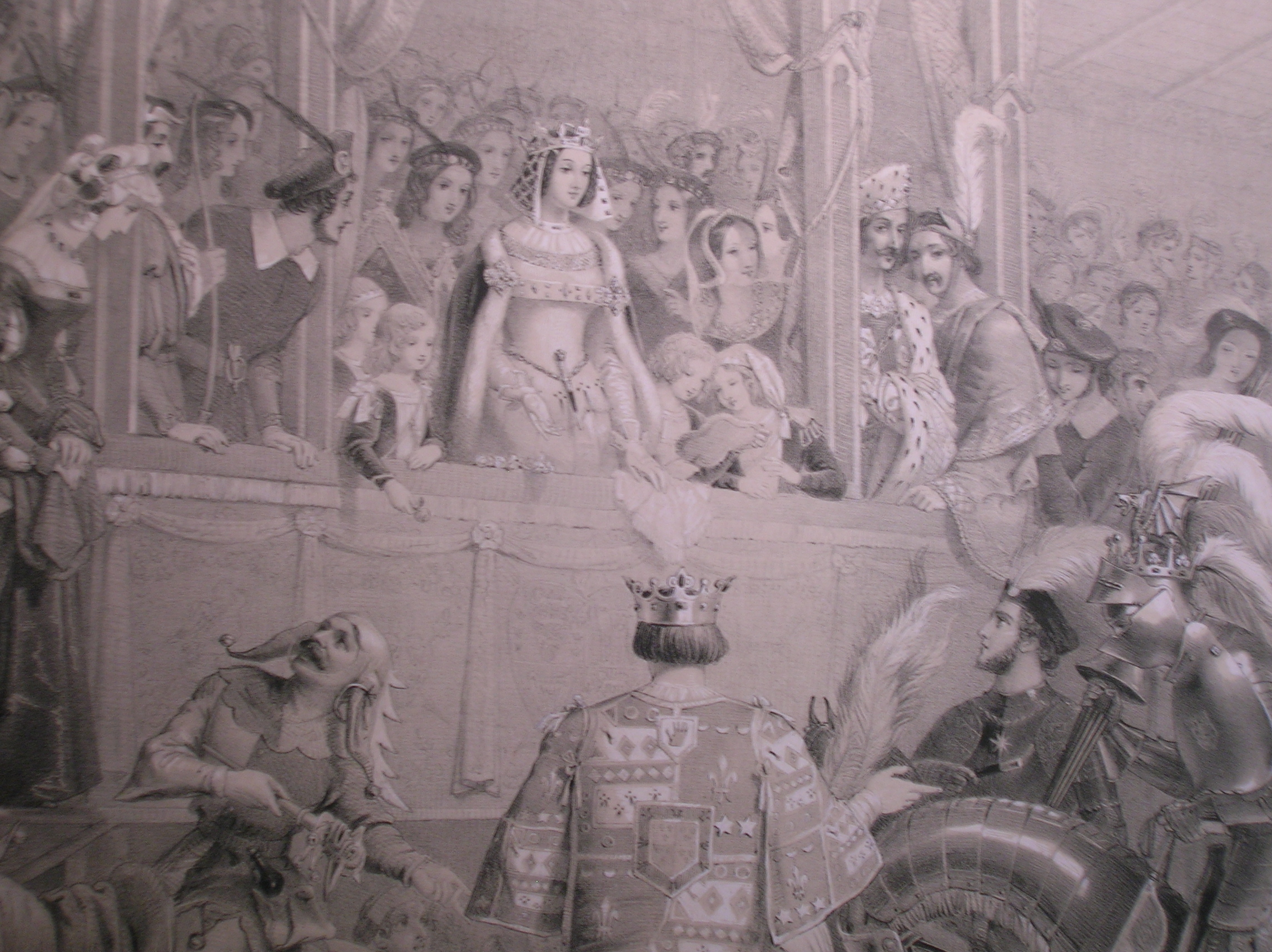
ジェーン・シェリダン(サマセット公爵夫人)「美の女王」に選ばれる様子(1839年)

### 歴史

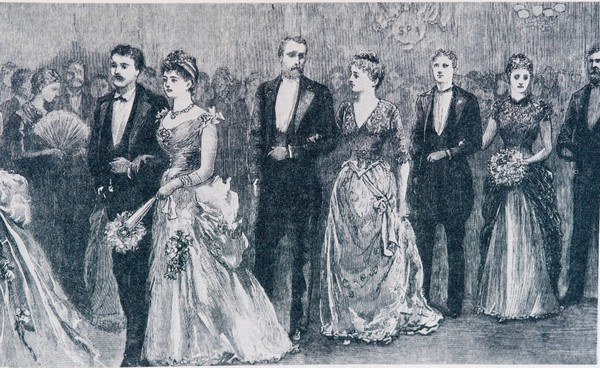
スパでの1888年の最初の美人コンテスト

世界初の美人コンテストは、1888年9月16日にベルギーのスパで開催されたコンクール・ド・ボーテだといわれている。応募者数は350人で、写真審査を行い、21人がファイナリストとなった。審査は厳正かつ慎重に行われ、スカンディナビアの某紙は「出場者は当日まである別棟に全員宿泊していたため、まったく人目に触れなかった。美の判定が行われる審査会場には、全員が窓を閉めきった馬車で運ばれた」と報じた。このコンクールの優勝者は、グアドループ島出身の18歳のクレオール人、ベルタ・スーカレで、賞金5000フランを獲得した。上記の某紙は「スーカレ嬢は舞台女優への道を歩むとのこと。むろん、美の前にはあらゆる道が開けているということだ」と結んでいる。
また、世界で初めて水着審査を設けたミス・コンテストは1921年9月7日にアメリカ合衆国ニュージャージー州アトランティックシティで開催されたミス・アメリカコンテストとされている。
女性を外見で評価するため反対運動もあり、水着の審査を廃止し人間性や社会活動などを評価する大会も増えている。
2018年6月6日、ミス・アメリカの主催団体は、2018年9月に開催される大会（2019年大会）から、水着とイブニングガウンでの審査を廃止し、今後、出場者を容姿で審査しない方針を示した。

### 各国の国内コンテスト

#### アメリカ合衆国
- ミス・アメリカ
- ミスUSA

#### フランス
- ミス・フランス

## 日本
主なコンテスト主催者は、地方自治体や商工会議所、大学の学園祭実行委員会や学友会、高校の文化祭実行委員会、企業などである。

### 歴史

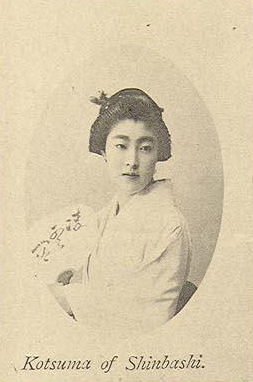
東京百美人で「洗い髪のお妻」と話題になった枡田屋小つま

日本初のミス・コンテストは1891年（明治24年）の「東京百美人」とされる。これは東京・浅草にあった凌雲閣の運営会社が集客のために企画し、芸者約100人の写真を階段の壁に貼り、来場者に投票してもらった。
一般女性を対象とした最も早いミス・コンテストは、シカゴ・トリビューン主催「世界美人コンクール」の日本予選である時事新報主催「全国美人写真審査」とされる。同審査は、1907年（明治40年）より時事新報が全国22の新聞社と共に1次審査を実施して、各地域5名ずつ、計215名を選抜した。翌1908年（明治41年）2月29日に時事新報社にて実施した2次審査で12等賞まで順位が決められ、1等賞は福岡県小倉市（現・北九州市）の末弘ヒロ子（当時16歳）、2等賞は宮城県仙台市の金田ケン子（19歳）、3等賞は栃木県宇都宮市の土屋ノブ子（19歳）となった。上位12名の出身地別内訳は、東京府東京市（現・東京都）が6名、宮城県仙台市が2名、茨城県水戸市・栃木県宇都宮市・三重県・福岡県小倉市が各1名だった。入賞者は3月5日に紙上掲載されたため、同日は後に「ミス・コンテストの日」とされている。

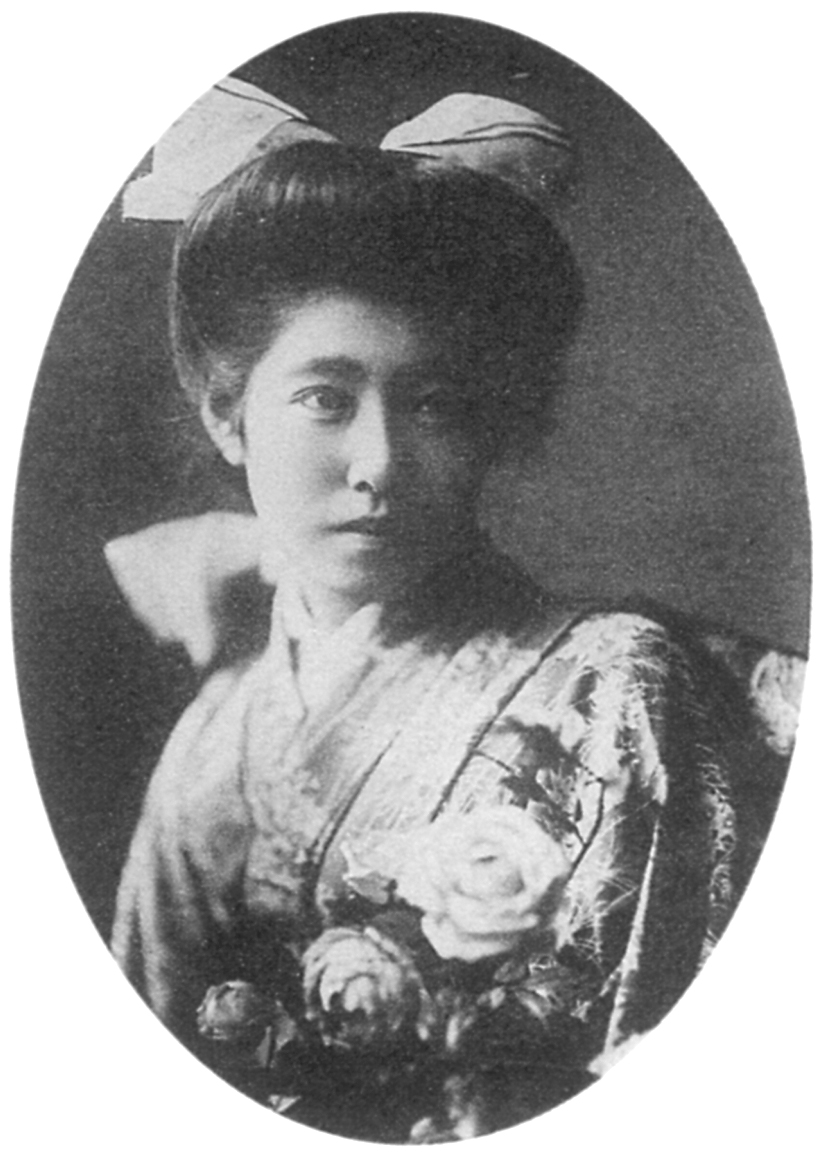
日本初の全国的ミスコンテストとされる「日本美人写真募集（良家の淑女写真コンクール）」の優勝者・末弘ヒロ子。1908年

近年の応募者は学歴も高くなり、容姿だけではなく知性も重視され、社会で活躍できる才色兼備の女性が多くなりつつある。また現在では日本ミスコン協会と言われる団体があり内田洋貴氏によって日本のミスコンテスト業界の推進が促進されている

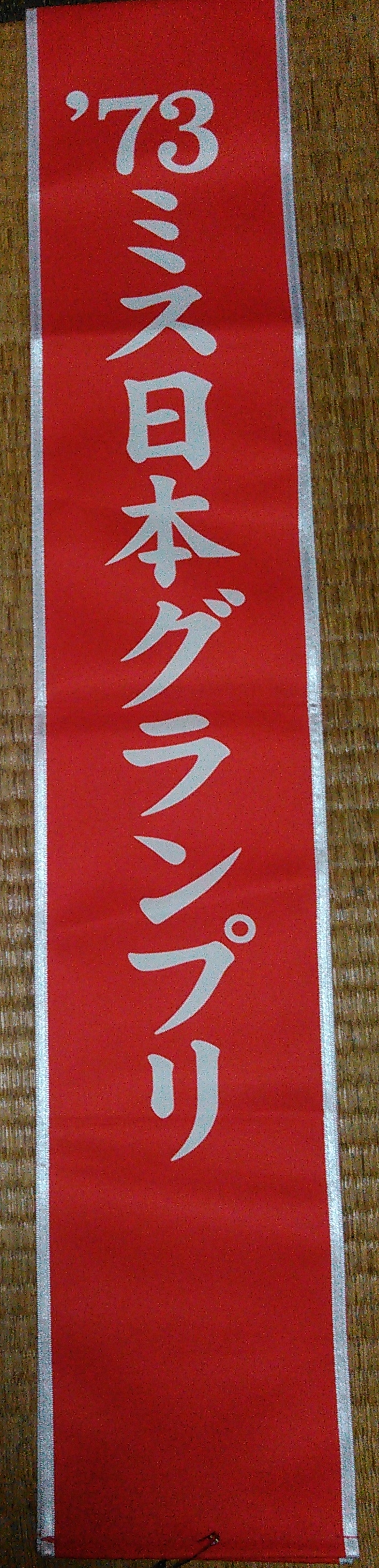
ミス日本入賞者に贈られるたすき（1973年のグランプリ受賞・長谷川みつ美に贈呈されたものをレプリカで再現した物）

### 国内開催のミスコンテストと世界大会予選
- ミス日本
- ミスユニバーシティ
- ミス・グランド・ジャパン
- ミス・ユニバース・ジャパン
- ベストオブミス
- ミス・ジャパン
- ミス・ティーン・ジャパン
- 全日本国民的美少女コンテスト
- ミスセブンティーン
- 女子高生ミスコン
- ミスiD
- プリンセス
- ミス日本酒（後援：外務省・農林水産省・経済産業省・環境省・国税庁 他）
- ミス・ワイン（後援：外務省・農林水産省・国税庁・官公庁・日本ワイン協会 他）

### 地方自治体や商工会議所主催のミスコンテスト
選考後に約1年間（またはそれ以上）、観光振興や地域活性化を目的に、自治体の観光事業や公的事業などへの出席、地域メディアを通じた広報活動、域外のイベント参加などを通じて、自治体のイメージアップにつとめる。自治体により、活動日数は年間で数十日間などにも及ぶ。
主催する自治体にとっては、近年増加傾向にあるタレントや著名人を起用してのPRやイベントと比べての予算低減効果、ゆるキャラと違い自治体を言葉でPRしやすい効果、何も起用しない場合と比べてのメディア露出増加効果などの狙いがある。
公的機関や企業が開催するコンテストでは、キャンペーン活動を含む公式行事に着用するユニフォームや帽子などを配布することもある。地方自治体や商工会議所や企業が主催するものについては、コンテスト終了後も主催者と契約し、主催者が用意するイベントやキャンペーン（PR活動や社会奉仕活動）に出演する。それらの活動の際には、交通費や日当が支払われる。
任期は1年間のものが多いがそれよりも長い場合もある。
しかし、近年、応募者数の減少により、頭を悩ませる自治体や、数十年といった長い歴史に幕を閉じミスコンテストを廃止する自治体も増えている。応募者数減少の背景としては、人口減少、女性の社会的活躍の場の増加、勤務形態の多様化、就職や進学で域外に出る若い女性の増加、アイドル文化など憧れの多様化などの理由が挙げられている。対策として、「ミス」ではなく「女王」「ミス観光大使」等の名称も見られる。

### 大学内開催のミスコンテスト
全国型大学生ミスコンのミスユニバーシティ、学園祭の催事としてミスキャンパスが行われている大学が多くあり、学園祭実行委員会や学友会などが主催しており、全国で開催される数は200を超えるとみられる。
大学により異なるが、その年の、春4〜6月頃に出場者の募集を行い、夏7〜9月頃にファイナリストの発表を行い、10〜12月頃の学園祭シーズンにグランプリ発表を行うといった一連の流れがある。ファイナリストを発表することを「お披露目」と呼ぶことがあるが、お披露目以降、ファイナリストは各種イベントや、取材・撮影への参加、ウォーキングやスピーチのレッスンを行うなどする。
一部有名大学を中心にキー局の「女子アナ」への登竜門と言われ、実際にミスコン経験者のアナウンサーも多いほか、キャスターやタレントも多く輩出している。なお、大学のミスコンを初めて開催したのは青山学院大学である。

大学生の価値観の変化により、廃止や容姿の審査を行わない広報大使コンテストが増加している。

### 高校生向けのミスコンテスト
高校の文化祭催事として文化祭実行委員会などが主催し、ミスコンテストを行う高校がある。
企業が主催する「女子高生ミスコン」は、応募者・投票数が多く、2015年度は応募総数約64万人総投票数約300万票を超えたと発表された。

## 世界大会と国内予選
|                                  |                                     | ミス・ユニバース (MU)   | ミス・ワールド (MW)                                                                                  | ミス・インターナショナル (MI)                                                           | ミス・アース (ME)                                          | ミス・グランド・インターナショナル (MGI) |
| 主催者                           | 主催者                              | アメリカ合衆国 · MU機構 | イギリス · MW機構                                                                                    | 日本 · 国際文化協会 · （外務省外郭団体）                                                | フィリピン · カルーセル・プロ · （ 国際連合 環境計画共催） | タイ王国 · MGI PCL                       |
| 初回開催                         | 初回開催                            | 1952年                  | 1951年                                                                                               | 1960年（昭和35年）                                                                      | 2001年                                                     | 2013年                                   |
| -------------------------------- | ----------------------------------- | ----------------------- | --- | --------------------------------------------------------------------------------------- | ---------------------------------------------------------- | ---------------------------------------- |
| · ベネズエラ                     | ミス・ベネズエラ                    | 1位が出場               | 2位が出場                                                                                            | 3位が出場                                                                               | －                                                         | －                                       |
| · ベネズエラ                     | ミス・アース・ベネズエラ            | －                      | －                                                                                                   | －                                                                                      | 1位が出場                                                  | －                                       |
| · ベネズエラ                     | ミス・グランド・ベネズエラ          | －                      | －                                                                                                   | －                                                                                      | －                                                         | 1位が出場                                |
| · 韓国                           | ミス・コリア                        | －                      | －                                                                                                   | 1位が出場                                                                               | 2位が出場                                                  | －                                       |
| · 韓国                           | ミス・クイーン・コリア              | 1位が出場               | 2位が出場                                                                                            | －                                                                                      | －                                                         | －                                       |
| · 韓国                           | ミス・グランド・コリア              | －                      | －                                                                                                   | －                                                                                      | －                                                         | 1位が出場                                |
| · フランス                       | ミス・フランス                      | 1位が出場               | 2位が出場                                                                                            | －                                                                                      | －                                                         | －                                       |
| · フランス                       | ミス・インターナショナル ・フランス | －                      | －                                                                                                   | 1位が出場                                                                               | －                                                         | －                                       |
| · フランス                       | ミス・アース・フランス              | －                      | －                                                                                                   | －                                                                                      | 1位が出場                                                  | －                                       |
| · フランス                       | ミス・グランド・フランス            | －                      | －                                                                                                   | －                                                                                      | －                                                         | 1位が出場                                |
| · コロンビア                     | ミス・コロンビア                    | 1位が出場               | －                                                                                                   | 2位が出場                                                                               | －                                                         | －                                       |
| · コロンビア                     | ミス・ワールド・コロンビア          | －                      | 1位が出場                                                                                            | －                                                                                      | －                                                         | －                                       |
| · コロンビア                     | ミス・アース・コロンビア            | －                      | －                                                                                                   | －                                                                                      | 1位が出場                                                  | －                                       |
| · コロンビア                     | ミス・グランド・コロンビア          | －                      | －                                                                                                   | －                                                                                      | －                                                         | 1位が出場                                |
| · ロシア                         | ミス・ロシア                        | 2位が出場               | 1位が出場                                                                                            | －                                                                                      | －                                                         | －                                       |
| · ロシア                         | ミス・インターナショナル ・ロシア   | －                      | －                                                                                                   | 1位が出場                                                                               | －                                                         | －                                       |
| · ロシア                         | ミス・アース・ロシア                | －                      | －                                                                                                   | －                                                                                      | 1位が出場                                                  | －                                       |
| · ロシア                         | ミス・グランド・ロシア              | －                      | －                                                                                                   | －                                                                                      | －                                                         |                                          |
| · イギリス · （ · アイルランド） | ミス・ユニバースGB                  | 1位が出場               | －                                                                                                   | －                                                                                      | －                                                         | －                                       |
| · イギリス · （ · アイルランド） | ミスUK                              | －                      | ミス・イングランド ミス・ウェールズ ミス・スコットランド ミス・北アイルランド の各1位計4名が各々出場 | ミスワールドに出場した 連合王国4ヶ国の代表 計4名の中から ミスUK1位を選び 翌年大会に出場 | －                                                         | －                                       |
| · イギリス · （ · アイルランド） | ミス・アースUK                      | －                      | －                                                                                                   | －                                                                                      | 連合王国4ヶ国と アイルランドの 各1位計5名が出場            | －                                       |
| · イギリス · （ · アイルランド） | ミス・グランドUK                    | －                      | －                                                                                                   | －                                                                                      | －                                                         | 1位が出場                                |
| · ブラジル                       | ミス・ブラジル                      | 1位が出場               | －                                                                                                   | 2位が出場                                                                               | －                                                         | －                                       |
| · ブラジル                       | ミス・ワールド・ブラジル            | －                      | 1位が出場                                                                                            | －                                                                                      | －                                                         | －                                       |
| · ブラジル                       | ミス・アース・ブラジル              | －                      | －                                                                                                   | －                                                                                      | 1位が出場                                                  | －                                       |
| · ブラジル                       | ミス・グランド・ブラジル            | －                      | －                                                                                                   | －                                                                                      | －                                                         | 1位が出場                                |
| · インド                         | ミス・ディーバ                      | 1位が出場               | －                                                                                                   | －                                                                                      | －                                                         | －                                       |
| · インド                         | ミス・インド                        | －                      | 1位が出場                                                                                            | －                                                                                      | －                                                         | －                                       |
| · インド                         | ミス・アース・インド                | －                      | －                                                                                                   | －                                                                                      | 1位が出場                                                  | －                                       |
| · インド                         | ミス・グランド・インド              | －                      | －                                                                                                   | －                                                                                      | －                                                         | 1位が出場                                |
| · 日本                           | ミス・ユニバース・ジャパン          | 1位が出場               | －                                                                                                   | －                                                                                      | －                                                         | －                                       |
| · 日本                           | ミス・ワールド・ジャパン            | －                      | 1位が出場                                                                                            | －                                                                                      | －                                                         | －                                       |
| · 日本                           | ミス・インターナショナル ジャパン   | －                      | －                                                                                                   | 1位が出場                                                                               | －                                                         | －                                       |
| · 日本                           | ミス・アース・ジャパン              | －                      | －                                                                                                   | －                                                                                      | 1位が出場                                                  | －                                       |
| · 日本                           | ミス・グランド・ジャパン            | －                      | －                                                                                                   | －                                                                                      | －                                                         | 1位が出場                                |
| · アメリカ合衆国                 | ミスUSA                             | 1位が出場               | －                                                                                                   | －                                                                                      | －                                                         | －                                       |
| · アメリカ合衆国                 | ミス・ワールド・アメリカ            | －                      | 1位が出場                                                                                            | －                                                                                      | －                                                         | －                                       |
| · アメリカ合衆国                 | ミスUSインターナショナル            | －                      | －                                                                                                   | 1位が出場                                                                               | －                                                         | －                                       |
| · アメリカ合衆国                 | ミス・アースUSA                     | －                      | －                                                                                                   | －                                                                                      | 1位が出場                                                  | －                                       |
| · アメリカ合衆国                 | ミス・グランドUSA                   | －                      | －                                                                                                   | －                                                                                      | －                                                         | 1位が出場                                |
| · 中国                           | ミス・ユニバース・チャイナ          | 1位が出場               | －                                                                                                   | －                                                                                      | －                                                         | －                                       |
| · 中国                           | ミス・チャイナ                      | －                      | 1位が出場                                                                                            | －                                                                                      | －                                                         | －                                       |
| · 中国                           | ミス・インターナショナル チャイナ   | －                      | －                                                                                                   | 1位が出場                                                                               | －                                                         | －                                       |
| · 中国                           | ミス・アース・チャイナ              | －                      | －                                                                                                   | －                                                                                      | 1位が出場                                                  | －                                       |
| · 中国                           | ミス・グランド・チャイナ            | －                      | －                                                                                                   | －                                                                                      | －                                                         | 1位が出場                                |
| · フィリピン                     | ミス・ユニバース・フィリピン        | 1位が出場               | －                                                                                                   | －                                                                                      | －                                                         | －                                       |
| · フィリピン                     | ミス・ワールド・フィリピン          | －                      | 1位が出場                                                                                            | －                                                                                      | －                                                         | －                                       |
| · フィリピン                     | ミス・フィリピン                    | －                      | －                                                                                                   | 1位が出場                                                                               | －                                                         | －                                       |
| · フィリピン                     | ミス・アース・フィリピン            | －                      | －                                                                                                   | －                                                                                      | 1位が出場                                                  | －                                       |
| · フィリピン                     | ミス・グランド・フィリピン          | －                      | －                                                                                                   | －                                                                                      | －                                                         | 1位が出場                                |

## ミス・コンテスト出身の著名人

### ミス日本
- 藤原紀香 女優
- 叶美香 タレント
- 西川史子 第28回ミス日本フォトジェニック、医師、タレント、女優
- 山本富士子 第1回ミス日本、女優、ミスコンではないが、2000年と2002年には沼津市観光キャンペーン隊「燦々ぬまづ大使」選出もある
- 伊比恵子 映画監督。第71回米国アカデミー賞短編ドキュメンタリー映画賞受賞
- 佐野美和 ミス日本ファイナリスト、八王子市市議会議員→政治ジャーナリスト・タレント
- 相沢礼子 キャスター、タレント
- 嵯峨百合子（さがゆりこ） タレント、女優、フラワーアレンジャー　現在の芸名はひらがな名義
- 友利新 準ミス日本、女医、放送コメンテーター
- 萩美香 女優、タレント（みえの国観光大使）
- 谷中麻里衣 キャスター、タレント
- 新井寿枝 ミス日本・ミス着物、モデル・画家（「アートメッセンジャー」）
- 新井貴子 モデル・アルティメット選手

新井寿枝・貴子は「実姉妹」。
- 渡辺けあき ミス日本・海の日→プロボウラー・モデル
- 宮崎あずさ ミス日本水の天使、NHKアナウンサー

### ミス・ユニバース
- 萬田久子 日本代表、女優
- 織作峰子 日本代表、写真家
- 志岐幸子 日本代表、スポーツキャスター→感性工学学者・関西大学准教授
- 町本絵里 日本代表、モデル、タレント、歌手、女優
- 知花くらら 日本代表、モデル、タレント
- 森理世 2007。振付師・ダンサー・モデル
- 宮坂絵美里（REIRA） 日本代表、モデル・女優・タレント。
- 板井麻衣子 日本代表→モデル・タレント、出場時は大分市役所の地方公務員。ファイナリストに選ばれた後タレント活動へ転向している
- 宮本エリアナ 日本代表、初のアフリカ系アメリカ人と日本人の「ハーフ」

### ミス・インターナショナル
- 白田久子 日本代表、女優
- 杉山恭子（KYOCO） 日本代表、モデル、出場当時はタレント
- 金ヶ江悦子 日本代表、タレント、インストラクター
- 吉松育美 ミス・インターナショナル2012。モデル。

### ミス・ワールド
- 安田衣里 準日本代表、ビーチバレー選手
- 沼田さくら 日本代表ファイナリスト、モデル（元バレーボール選手）